# WWE Raw is XXX
WWE Raw is XXX (pronunciado "Raw is Thirty") fue un especial de televisión de la empresa de lucha libre profesional WWE que se llevó a cabo en el Wells Fargo Center en Filadelfia, Pensilvania el 23 de enero de 2023 y fue transmitido en vivo por el canal televisivo estadounidense USA Network. El episodio fue una conmemoración del 30 aniversario del debut de Raw en enero de 1993.
El evento contó con varias apariciones de leyendas de la WWE, como Shawn Michaels y The Undertaker, quienes estuvieron presentes en el primer episodio de Raw.

## Antecedentes
El 7 de noviembre de 2022, WWE anunció que Raw celebraría su 30 aniversario el 23 de enero de 2023 con un episodio especial titulado Raw is XXX, con un logotipo similar al de Raw is War, que era el nombre del programa durante las Monday Night Wars. Debido a la temática del episodio y a una historia entre marcas, también se presentaron algunos luchadores de SmackDown. El día del evento, se reveló que la primera hora se transmitiría sin comerciales.
Más allá de combates programados para el evento, WWE anunció que varias leyendas y miembros del Salón de la Fama harían apariciones en Raw is XXX. Estos incluyeron, además de Michaels y The Undertaker, a Triple H, Kurt Angle, Ric Flair, Hulk Hogan, X-Pac, Teddy Long, Jerry Lawler, Ron Simmons, Road Dogg, Jimmy Hart, Alundra Blaze, Ted DiBiase, Lita y Diamond Dallas Page.

## Resultados
- Los Campeones en Parejas de SmackDown The Bloodline (Jey Uso & Sami Zayn) (con Solo Sikoa) derrotó a The Judgment Day (Damian Priest & Dominik Mysterio) (con Finn Bálor & Rhea Ripley) y retuvo el Campeonato en Parejas de Raw (14:05).[8][9]
  - Zayn cubrió a Dominik después de un «1D».
  - Durante el combate, Jimmy Uso se lesionó tras lanzarse desde la tercera cuerda y fue reemplazado por Zayn.
  - El Campeonato en Parejas de SmackDown de The Usos no estuvo en juego.
  - Durante el combate, Bálor y Ripley interfirieron a favor de Priest y Dominik, mientras que Zayn lo hizo a favor de The Usos.
  - Durante el combate, el árbitro sacó a Bálor del Ringside.
- Seth Rollins & The Street Profits (Angelo Dawkins & Montez Ford) derrotaron a Imperium (Gunther, Ludwig Kaiser & Giovanni Vinci) (con Kurt Angle como árbitro especial invitado) (13:05).
  - Rollins cubrió a Vinci después de un «Curb Stomp».
- El Steel Cage match entre Becky Lynch y Bayley no se llevó a cabo.[10][11]
  - La lucha no se realizó debido a que Lynch fue atacada por Damage Control (Dakota Kai & Iyo Sky) mientras hacía su entrada.
- La Campeona Femenina de Raw Bianca Belair derrotó a Sonya Deville (8:25).[12]
  - Belair cubrió a Deville después de un «KOD».
  - El Campeonato Femenino de Raw de Belair no estuvo en juego.
- Austin Theory derrotó a Bobby Lashley en un No Disqualification match y retuvo el Campeonato de los Estados Unidos (14:20).[13][14][15][16][17][18][19]
  - Theory cubrió a Lashley luego de que Brock Lesnar le aplicara un «F-5» sobre Lashley.